# Mehmed Talat
Mehmed Talat (em turco otomano: طلعت محمد; em turco: Mehmet Talât; 1 de setembro de 1874 - 15 de março de 1921), também conhecido como Talat Paxá (Talat Paşa; turco otomano: طلعت پاشا), foi um dos líderes do Comitê de União e Progresso que controlava o Império Otomano durante a Primeira Guerra Mundial. Sua carreira na política otomana começou quando tornou-se deputado de Edirne em 1908, então ministro do Interior, e finalmente em 1917 grão-vizir. Ele fugiu do império com Enver Paşa e Cemal Paşa, em 1918, e foi assassinado em Berlim em 1921, durante a operação Nêmesis, por Soghomon Tehlirian, um sobrevivente do Genocídio Armênio.
Mehmed Talat, quando ministro do Interior, ordenou em 24 de abril de 1915, a prisão de líderes armênios em Constantinopla, e vigorou a Lei Tehcir de Maio de 1915 que iniciou o Genocídio  da população armênia do Império Otomano. .